# ناحية البهلولية
ناحية البهلولية إحدى نواحي سوريا تتبع إداريّاً لمحافظة اللاذقية منطقة اللاذقية ومركزها بلدة البهلولية، بلغ تعداد سكان الناحية 17,532 نسمة حسب التعداد السكاني لعام 2004.

## بلدات وقرى ناحية البهلولية
العمرونية، البهلولية، برابشبو، بدميون، عين اللبن، فدره، جبريون، الجنديرية، الكركيت، قبارصية، القرامه، رويسة قسيس، السفكون، الزوبار، الجبصينة (خربة الستراك)، دغريون.